# Alberto Vaccarezza
Alberto Vaccarezza (Villa Crespo, 1º aprile 1886 – Buenos Aires, 6 agosto 1959) è stato un poeta e drammaturgo argentino.

## Biografia
Noto per essere il più importante scrittore che scrive sainete, in particolare El Conventillo de La Paloma. Era un amico e collaboratore di Carlos Gardel dove gli pronunciò anche l'elogio quando morì.

## Opere

### Sainete
- Cuando un pobre se divierte
- El conventillo de La Paloma¡¡
- Tu cuna fue un conventillo
- La comparsa se despide (1932)
- Los scruchantes (1911)
- El juzgado (1903)

### Poesie
- La copa del olvido
- Araca, corazón
- Otario que andás penando
- Eche otra copa pulpero
- No me tires con la tapa de la olla
- Pobre gringo
- Virgencita del Talar

### Film
- El conventillo de La Paloma (1936)
- Lo que le pasó a Reynoso (1937 y 1955)
- Viento norte (1937)
- Murió el sargento Laprida (1937)
- El cabo Rivero (1938)
- Pampa y cielo (1938)
- El comisario de Tranco Largo (1942)
- Sendas cruzadas (1942)